# Nemoura junhuae
Nemoura junhuae är en bäcksländeart som beskrevs av Li, W. och Ding Yang 2008. Nemoura junhuae ingår i släktet Nemoura och familjen kryssbäcksländor. Inga underarter finns listade i Catalogue of Life.